# Джонс, Джимми (североирландский футболист)
Джеймс Джонс (англ. James Jones; более известный как Джимми Джонс; 25 июля 1928, Киди, Арма — 13 февраля 2014, Лерган, Арма) — североирландский футболист, нападающий. Является лучшим бомбардиром за всю историю североирландского футбола с 647 голами. Большинство голов, а именно 517, было забито во время выступления за клуб «Гленавон».
В сезоне 1956/57 годов Джонс забил 74 гола, что является лучшим сезонным результатом в истории клубного футбола. Ближе всех к рекорду был Лионель Месси в сезоне 2011/12 года, но тогда ему не хватило всего 1 мяча.

## Ранняя жизнь
Джонс родился в доме родителей своей матери в Киди, графство Арма, Северная Ирландия, был единственным ребенком Томаса Джонса, сержанта полиции, и его жены Эллен (урожденной Уилсон). Учился в начальной школе Каррика и техническом колледже Лургана, освоив профессию механика.

## Клубная карьера

### «Белфаст Селтик»
Джонс подписал контракт с «Белфаст Селтик» в 1946 году и в первом же сезоне за основную команду (1947/1948) забил 63 гола во всех соревнованиях. Его ценность была столь велика, что клуб отклонил предложение о продаже за 16 000 фунтов стерлингов от «Ньюкасл Юнайтед». В течение следующего сезона Джонс забил 27 голов в 19 играх (включая шесть хет-триков) до матча с принципиальным соперником — клубом «Линфилд», проведённого в Boxing Day. В ходе матча в результате столкновения с Джонсом защитник «Линфилда» Боб Брайсон сломал ногу, и сразу после завершения игры фанаты «Линфилда» выбежали на поле и избили Джонса, в результате чего он также получил перелом ноги. Футболисту было сделано несколько операций (врачи не исключали необходимость ампутации), но после выздоровления Джонс смог возобновить карьеру. «Белфаст Селтик» в знак протеста вышел из Ирландской лиги и вскоре прекратил существование.

### «Гленавон»
В 1951 году он присоединился к «Гленавону», где провёл 11 лет и стал легендой клуба. Он был ведущим бомбардиром Ирландской лиги в течение нескольких лет в пятидесятые и закончил безоговорочным лучшим бомбардиром за 6 сезонов (рекорд, который все еще не побит), во время самого успешного периода в истории «Гленавона», когда они выиграли Чемпионат Ирландской лиги и Кубок Ирландии по три раза каждый. Джонс также забил рекордные 74 гола (во всех соревнованиях) в сезоне 1956/57 ирландской лиги. В общей сложности он забил 517 голов за Лурган Блюз.

### Последующая карьера
После «Гленавона» Джонс по одному сезону играл за «Портадаун», «Бангор» и «Ньюри Сити», в котором завершил игровую карьеру.